# Virginia Slims of California 1975
Il Virginia Slims of California 1975 è stato un torneo di tennis giocato sul sintetico indoor. È stata la 5ª edizione del torneo, che fa parte del Virginia Slims Circuit 1975. Si è giocato a San Francisco negli USA dal 6 all'11 gennaio 1975.

## Campionesse

### Singolare
Chris Evert ha battuto in finale  Billie Jean King con il punteggio di 6–1, 6–1

### Doppio
Chris Evert /  Billie Jean King hanno battuto in finale  Rosemary Casals /  Virginia Wade con il punteggio di 6–2, 7–5